# Aldo Kalulu
Aldo Nsawila Kalulu Kyatengwa (* 21. Januar 1996 in Lyon) ist ein französischer Fußballspieler. Der Stürmer steht bei FK Partizan Belgrad unter Vertrag. Seine Brüder Pierre Kalulu und Gédéon Kalulu sind ebenfalls Profifußballer.

## Karriere

### Verein
Kalulu begann seine Karriere 2003 in seiner Geburtsstadt beim CO St Fons. 2004 wechselte er in die Jugend von Olympique Lyon. 2015 rückte er in den Profikader auf und kam am 12. September 2015 beim 0:0-Unentschieden gegen OSC Lille zu seinem Debüt in der Ligue 1, als er für Jordan Ferri eingewechselt wurde. Am 23. September 2015 erzielte er beim 2:0-Sieg gegen den SC Bastia sein erstes Profitor zum zwischenzeitlichen 1:0 für Lyon. Am Ende der Saison 2015/16 belegte er mit Olympique Lyon den 2. Tabellenplatz und qualifizierte sich somit direkt für die UEFA Champions League.
Am 26. Juni 2018 gab der FC Basel Kalulus Verpflichtung zur neuen Saison 2018/19 bekannt. Er unterzeichnete einen Dreijahresvertrag bis Sommer 2021. Sein Debüt gab er bereits am 1. Spieltag am 21. Juli 2018 beim Heimspiel gegen den FC St. Gallen (1:2). Nach der Saison 2020/21 wechselte er in die zweite französische Liga zum FC Sochaux, bei dem er bereits zwischen 2017 und 2018 spielte. Nachdem der FC Sochaux aufgrund finanzieller Schwierigkeiten aus der Ligue 2 ausgestiegen war, nutzte FK Partizan die Situation, um Kalulu ablösefrei für einen 3-Jahres-Vertrag zu verpflichten.

### Nationalmannschaft
Am 9. Oktober 2013 debütierte er in der Frankreich U-18-Nationalmannschaft beim 2:2-Unentschieden gegen die U-18-Nationalmannschaft der USA, bei dem er sieben Minuten vor Schluss eingewechselt wurde.

## Erfolge
FC Basel
- Schweizer Cupsieger: 2019